# Teatro Agua y Luz
El Teatro Agua y Luz Angelita Trujillo, más conocido como Agua y Luz, es un teatro construido en 1955 en Santo Domingo, República Dominicana, (llamada en ese entonces Ciudad Trujillo) en plena inauguración de la Feria de la Paz y Confraternidad del Mundo Libre (hoy Centro de los Héroes) en donde se construyeron una serie de edificios, teatros y hoteles.

## Historia
La idea surgió en Barcelona cuando el dictador dominicano realizó un viaje para visitar a Francisco Franco y vio unas fuentes que lo dejaron sorprendido principalmente la Fuente Mágica de Montjuic. Decidió que Santo Domingo debía tener una igual, por lo que contactó al arquitecto Carles Buïgas i Sans, responsable del diseño y la ejecución de la fuente.
En el equipo de Buïgas participaron como Jefes de obras y encargados de obras 3 miembros de la Familia Larrosa procedentes de Barcelona.
José Larrosa y sus dos hijos Jesús Larrosa Somavilla y su hermano José Luis Larrosa Somavilla.
Los 355 chorros de agua bailaban al ritmo de valses, mientras cuatro mil bombillas de diversos colores le daban tono y vivacidad a los movimientos.
El teatro agua y luz fue construido junto con la Feria de la paz y confraternidad del mundo libre con el propósito de celebrar 25 años de gloria en el poder del tirano Rafael Leónidas Trujillo en el 1955. Sus aguas esplendorosas de colores de sonidos avanzados para la época parecían tener vida propia.

## Inauguración
Cuando se inauguró la  Feria de la Paz y Confraternidad del Mundo Libre el 20 de diciembre de 1955, Héctor Trujillo cortó la cinta para dar inauguración a la feria y Rafael Leónidas Trujillo pronunció un discurso con el resumen de sus logros.  La hija de Trujillo, Angelita Trujillo fue coronada "Reina de la Feria de la Paz", con el título de Angelita 1.º cuando solo tenía 16 años de edad.
Su vestido, de color blanco, bordeado con 60 pieles de armiño ruso, con un valor de $80,000 dólares, confeccionado en Fontana, Roma. Además de portar un cetro de oro y una corona.
Con la participación de 42 naciones las edificaciones de la feria fueron completadas en un tiempo relativamente corto de solo seis meses.

## Legado
Considerado como una joya arquitectónica en la República Dominicana. Su construcción fue valorado a un costo RD$ 2.000.000 de pesos. Fue una pieza única en la zona del Caribe y tercero en el mundo siendo de su naturaleza. Con su planta oval y su gran espacio a cielo abierto, constituía una tipología de sala de espectáculo que aparecieron principalmente en el Caribe y México y que trataban de rescatar el cielo tropical como parte del espectáculo y la Arquitectura.
El teatro fue un lugar en donde entre el sonido y la música y el agua cayendo a raudales por chorros y cascadas y torrentes que creaban espejos rumores en intensidades distintas en sobre planos diferentes.
Era un escenarios de múltiples fuentes y de grandes alternativas visuales y sonoras. Este show acuático fue lo que originó su edificación. En el 1988 fue declarado patrimonio nacional.
Las revistas artísticas más famosas del mundo eran presentadas en el Teatro Agua y Luz, local que era de alta categoría.
En 2004 se pretendió derrumbar el Teatro Agua y Luz para hacer un parqueo que sirva de alivio al entaponamiento de las vías del Centro de los Héroes. La simple idea de acondicionar el espacio donde está el aforo para estacionamientos despertó las reacciones de toda la población que consideraron dicho proyecto como un abuso al patrimonio nacional.
Posteriormente se logró el propósito de no derrumbarla, por lo que se decidió en 2005 la restauración del mismo.

## Actualidad
El estado Dominicano entregó por 30 años En 2006 la empresa Dawn Properties acordó con la Corporación de Fomento de la Industria Hotelera y Desarrollo del Turismo (Corphotels) la remodelación del teatro Agua y Luz conservando su construcción original,  pero con la instalación de un restaurante, casino salones vip y un boutique hotel.
Al año siguiente el proyecto inició con tropezones, y en el mismo 2007 sufrió una primera paralización debido a que supuestamente los constructores no habían llevado a la Dirección de Planeamiento Urbano del Ayuntamiento del Distrito Nacional, ciertas modificaciones que se hicieron a la obra.
El proyecto trató de reiniciar, pero no logró avanzar más, pese a que la empresa pronosticaba que a finales de 2007, el teatro Agua y Luz y sus nuevas áreas estarían concluidos. Los trabajos fueron paralizados definitivamente y hasta la fecha no existe ninguna propuesta ni acercamiento.
En noviembre de 2006 ese proyecto se cotizó en 12 millones de dólares, mientras que la empresa estadounidense mantendrían control del teatro por un período de 30 años.
En el 2019 el presidente Danilo Medina  lo entregó a la Corporación de Fomento de la Industria Hotelera y el Desarrollo del Turismo (Corphotels) y la empresa Consultoría Astur, SA, para su reconstrucción, además de un casino y un hotel. Según se informó esta última empresa pertenece al ingeniero Miguel Vargas Maldonado .  
Pero  según  el director general de Compras y Contrataciones Públicas Carlos Pimentel que este contrato se había anulado  porque tenía un supuesto contrato de alquiler y entregaba en concesión hasta el 2044 y era un proceso que violaba los principios de la Ley 340.
En el 2022 la Suprema Corte de Justicia anuló de manera definitiva la concesiòn que se le habìa adjudicada de manera ilegal a una empresa vinculada al hijo del exministro de relaciones en el gobierno de Danilo Medina Miguel Vargas Maldonado mediante un comunicado de prensa por Carlos Pimentel titular de la Direcciòn de Contrataciones Pùblicas.  
En el 2024 la Primera Sala del Tribunal Superior Administrativo de la República Dominicana por segunda vez rechazó el recurso contencioso de arrendamiento, interpuesto por Consultoría Astur, S.A. contra la resolución que fue emitida por la Dirección General de Contrataciones Públicas devolviendo el Teatro Agua y Luz al patrimonio del Estado dominicano.
1. ↑  https://imagenesdenuestrahistoria.wordpress.com/2013/08/30/teatro-agua-y-luz/
2. ↑  http://elnacional.com.do/teatro-de-agua-y-luz-nido-de-prostitutas-y-delincuentes/
3. ↑  https://www.diariolibre.com/noticias/el-teatro-agua-y-luz-y-la-renovacin-que-no-lleg-FDDL291040

- Datos: Q6139576